# Момидзигари

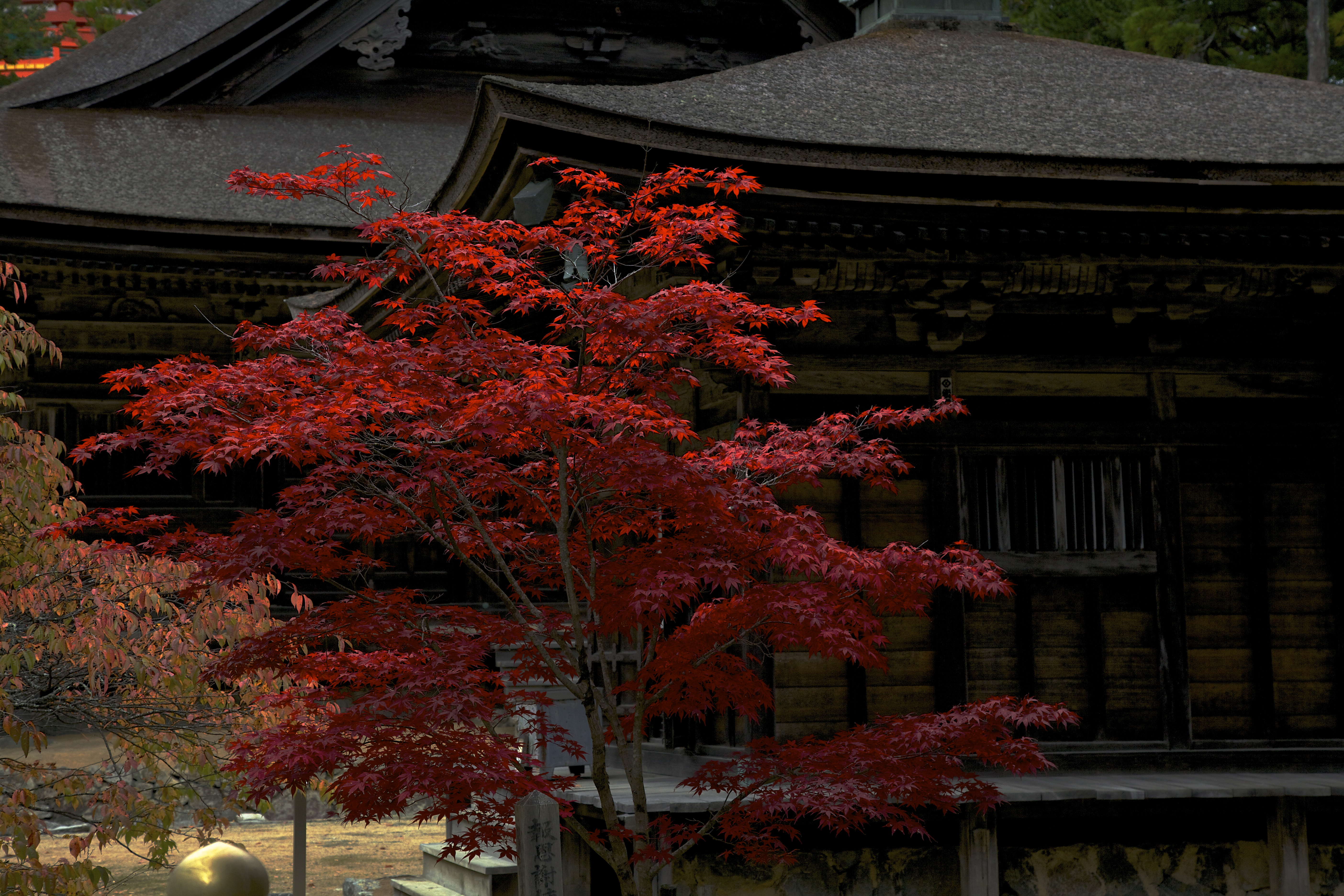
Момидзи на горе Коя-сан, на фоне Компон-дайто

Момидзигари (яп. 紅葉狩) или момидзи (яп. 紅葉)  — это традиционное для Японии любование осенней сменой окраски листьев. В первую очередь, традиция связана с краснеющими листьями клёнов видов дланевидный и японский, но не ограничивается только ими. Момидзи является такой же важной и популярной традицией, как и любование цветущей сакурой: за это они поэтически названы пятым и шестым временами года. Момидзи является частью японской культуры и оказывает заметное влияние на туристическую индустрию. В других странах существуют схожие традиции, например, Leaf peeping в США, но их трудно уравнять по значимости и степени влияния с японской.

## Название

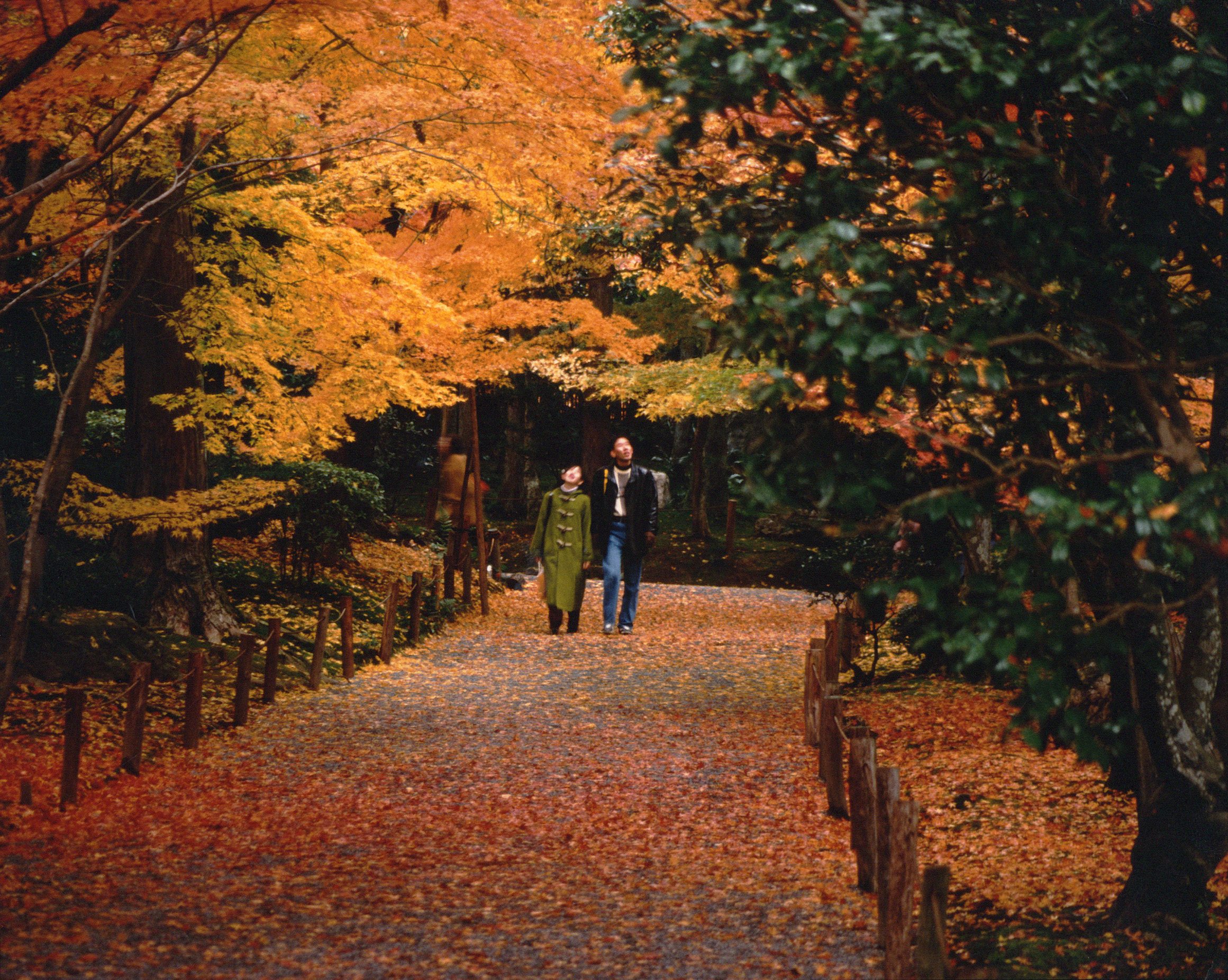
Юноша и девушка занимаются кампукай в Киото

Различают два термина, описывающих любование осенней сменой окраса листвы: «коё» (яп. 紅葉) и момидзи (яп. 紅葉). Несмотря на то, что на кандзи оба слова записываются одинаково, прочтение зависит от контекста. 
«Коё» — листопад из жёлтых и красных листьев (естественный процесс), в то время как «момидзи» — исключительно интенсивно красная окраска и чаще ассоциируется с традицией любования. Полное название традиции звучит как «момидзигари» и происходит от сочетания слов «момидзи» («красные листья» или «клён») и «гари» («охота»). Так же существует эндонимичный для Хоккайдо термин кампукай (яп. 観楓会), означающий «совместное времяпрепровождение для наблюдения за листьями» или само место для таких наблюдений.

## История
Традиция момидзи зародилась в Японии в период Хэйан и, предположительно, связана с буддистскими практиками осознания эфемерности и преходящности всего сущего. Любование красными клёнами описывается уже в «Повести о Гэндзи». А в XVI веке драматург Кандзе Нобумицу написал классическую пьесу для театра но «Момидзигари». Таким образом момидзигари является традицией, насчитывающей уже много веков. На «охоту за кленовыми листьями» отправляются пешком в одиночку или компанией; устраивают пикники под клёнами; гуляют в парках. В западном восприятии традиции ханами и момидзи иногда гипертрофировано эстетизируются, в то время, как для обычного японца — это возможность приятно провести время на природе, не придавая данному досугу сакральный смысл.    
Считается, что вплоть до периода Эдо традиция момидзигари поддерживалась исключительно представителями высоких сословий, но постепенно демократизировалась. С ростом интереса к японской культуре традиция стала распространяться по всему миру, однако, не стала самостоятельной, а однозначно атрибутируется с японской эстетикой. 

## В культуре

Гравюра Утагавы Хиросигэ «Кленовые листья в Мама», из серии «Сто знаменитых видов Эдо»

Как и наблюдение за цветущей сакурой, наблюдение момидзи является важной традицией японского общества. Ежегодные прогнозы момидзи публикуются на официальном уровне и широко освещаются в туристической индустрии. Репортажи о момидзи появляются в теленовостях в разделе прогноза погоды. Японские и международные туристические фирмы предлагают тематические туры. На острове Ицукусима существует специалитет сладких пирожков-мандзю — момидзи мандзю, вылепленных в форме кленового листа. А сами кленовые листья используются, как блюдо, например, в засахаренном виде или в тэмпуре. 
Сезон момидзи нашёл отображения в японском искусстве. В традиционной живописи и поэзии. Драматург Кандзэ Нобумицу (умер в 1516 году) написал классическую пьесу для театра но — «Момидзигари». Впоследствии она была переложена для представлений кукольного театра и кабуки, а в 1899 году представлена в виде фильма, который считается самым старым из тех, что были сняты в Японии и дошли до наших дней.
Танка поэта Сарумару-даю: 

В глубине в горах

топчет красный клёна лист

стонущий олень,

слышу плач его… во мне

вся осенняя печальОригинальный текст (яп.)奥山に

紅葉踏みわけ

鳴く鹿の

声きく時ぞ

秋は悲しき

### Комментарии
1. ↑  
В горной глуши,

Не порадовав ни единого взора,

С веток упали

Багряные листья — как будто

Парчовый наряд в ночи.[4]